# Henri Buguet
Ne pas confondre avec le dramaturge Henry Buguet
Henri Buguet, né à Fresnes-sur-Marne le 30 avril 1761 et décédé à Paris dans le 5e arrondissement (ancien 12e) le 13 février 1835 est un peintre, graveur, caricaturiste et illustrateur français, élève de Pierre Peyron et de Jacques-Louis David.

## Biographie
Henri Buguet naît à Fresnes-sur-Marne le 30 avril 1761, fils de Jacques Buguet, concierge au château de Fresnes-sur-Marne, et de Marie Catherine née Tétu.
Il a un fils, Jean Henri Buguet, né à Paris le 21 mai 1790. Le 19 février 1793, il épouse Marie Dufaut avec laquelle il a une fille, Marie Suzanne Désirée Buguet, née le 12 juillet 1803 au 5 rue des Ursulines à Saint-Germain-en-Laye.
Selon le Bénézit, « il enseigna le dessin au pensionnat de Mme Campan, à Saint-Germain-en-Laye. À partir de 1802, il envoya au Salon des portraits, des scènes historiques ou mythologiques. En 1817, il peignit pour le Château de Pau François 1er armé chevalier par Bayard. Ses portraits de Napoléon Ier, de Louis XVIII et de Charles X ont été gravés par Noël François Bertrand. Il a exécuté quelques lithographies et est mort à Paris vers 1833. »
La notice du Dictionnaire des artistes de l'École française au XIXe siècle donne :

« Buguet (Henri), peintre d'histoire, Paris, r. Soufflot, 1 ; né à Fresne (Seine-et-Marne), en 1761; él. de David.
Ses principaux ouvrages exposés au M. R. sont : en 1812, Céphale et Procris, 7 p. sur 6; en 1806, Psyché montrant son palais à ses sœurs, et leur faisant des présens, dessin de 2 p. 6 po. sur 3 p.; Un portrait de M. de Rougemont de Lovemberg, 6p. sur 5; en 1808, Godefroi de Bouillon faisant tirer au sort les noms des chevaliers qui doivent défendre Armide, en 1810, Jeanne d'Arc présentant à Charles Vll le général Talbot fait prisonnier, 4 p. sur 6; en 1812, Molière consultant sa servante , 21 po. sur 18; en 1814, Une entrevue de Henri IV et de Gabrielle, même dimension que le précédent ; en 1817, François Ier armé chevalier par Bayard, 4 p. sur 5 (M. I.) , pour la ville de Pau ; Portraits de Louis XVIII et de Charles X, gravés par Nicolas Bertrand. Il a en outre exp., en 1830, au Lux. Leçon de morale d'une mère à son fils ; Derniers momens d'un Musulman voyant le paradis de Mahomet. Cet artiste a obtenu une méd. d'or à l'exposition de 1808, pour son tableau de Godefroi de Bouillon. Il tient atelier d'élèves. »

— Charles Gabet, Dictionnaire des artistes de l'École française au XIXe siècle, Paris, Vergne, 1831.

## Œuvres

### Œuvres exposées au Salon
Il expose aux Salons Parisiens de 1800 à 1817
Salon de 1800
(Buguet (Henri) né à Fresnes)
- no 62 : Un portrait en pied, représentant le Cit. Campan fils[12]

Salon de 1804
(Buguet (Henri) élève de David, rue des Petits-Champs, n. 455)
- no 74 : Portrait d'un homme tenant de la musique
- no 75 : Autre portrait d'homme
- no 76 : Portrait d'une jeune personne dessin

Salon de 1806
(Buguet élève de David, cul-de-sac de la Corderie, no 8)
- no 80 : Psiché, après avoir fait des présens à ses sœurs, leur fait entendre un concert
- no 81 : Portrait d'une jeune fille
- hors exposition : Portrait de M. de Rougemont de Lovemberg

Salon de 1808

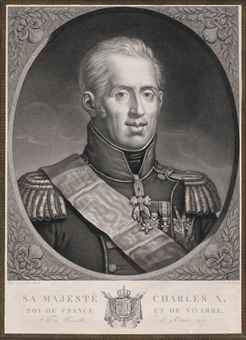
Charles X

(Jean-Henri Buguet, rue de la Concorde, n. 12)
- no 84 : Godefroi de Bouillon faisant tirer au sort les noms des chevaliers qui doivent aller défendre la belle Armide, sujet tiré de la Jérusalem délivrée du Tasse, médaille d'or à l'exposition de 1808

Salon de 1810
(Buguet élève de David)
- no 133 : Jeanne d'Arc[13]

Salon de 1812
(Buguet, rue de la Concorde, n. 12)
- no 151 : Molière consultant sa servante[14]

Salon de 1814
(Buguet, rue Miromesnil, n. 18)
- no 160 : Molière consultant sa servante[15]
- no 161 : Première entrevue de Henri IV et de Gabrielle d'Estrées[15]

Salon de 1817
(Buguet rue Miromesnil, n. 18)
- no 132 : François Ier reçu chevalier par Bayard[13], (Tableau commandé par S. Exc. le Ministre de l'intérieur.)
- hors catalogue : Portraits de Louis XVIII et de Charles X[16] gravé par Noël François Bertrand

Dans son Dictionnaire des artistes de l'École française au XIXe siècle, Charles Gabet nous indique que le tableau Portrait de M. de Rougemont de Lovemberg, non mentionné dans le livret, fut exposé au Salon de 1806 et qu'au Salon de 1817 furent aussi exposés hors catalogue les portraits de Louis XVIII et de Charles X. Gabet mentionne aussi les dimensions des tableaux. Enfin, il nous apprend que Buguet exposa en 1830 au musée du Luxembourg, galerie de la Chambre des Pairs, lors de la manifestation organisée au profit des blessés des 27, 28, et 29 juillet 1830.

### Œuvres exposées au musée du Luxembourg
Exposition de 1830
Musée du Luxembourg, exposition des ouvrages de peinture sculpture, architecture, gravure, dessins et lithographies, exposés dans la Galerie de la Chambre des Pairs, au profit des blessés des 27, 28, et 29 juillet.
- no 27 : Leçon de morale d'une mère à son fils
- no 28 : Derniers momens d'un musulman voyant le paradis de Mahomet
- no 28bis : Molière consultant sa servante

### Autres œuvres

#### Tableaux

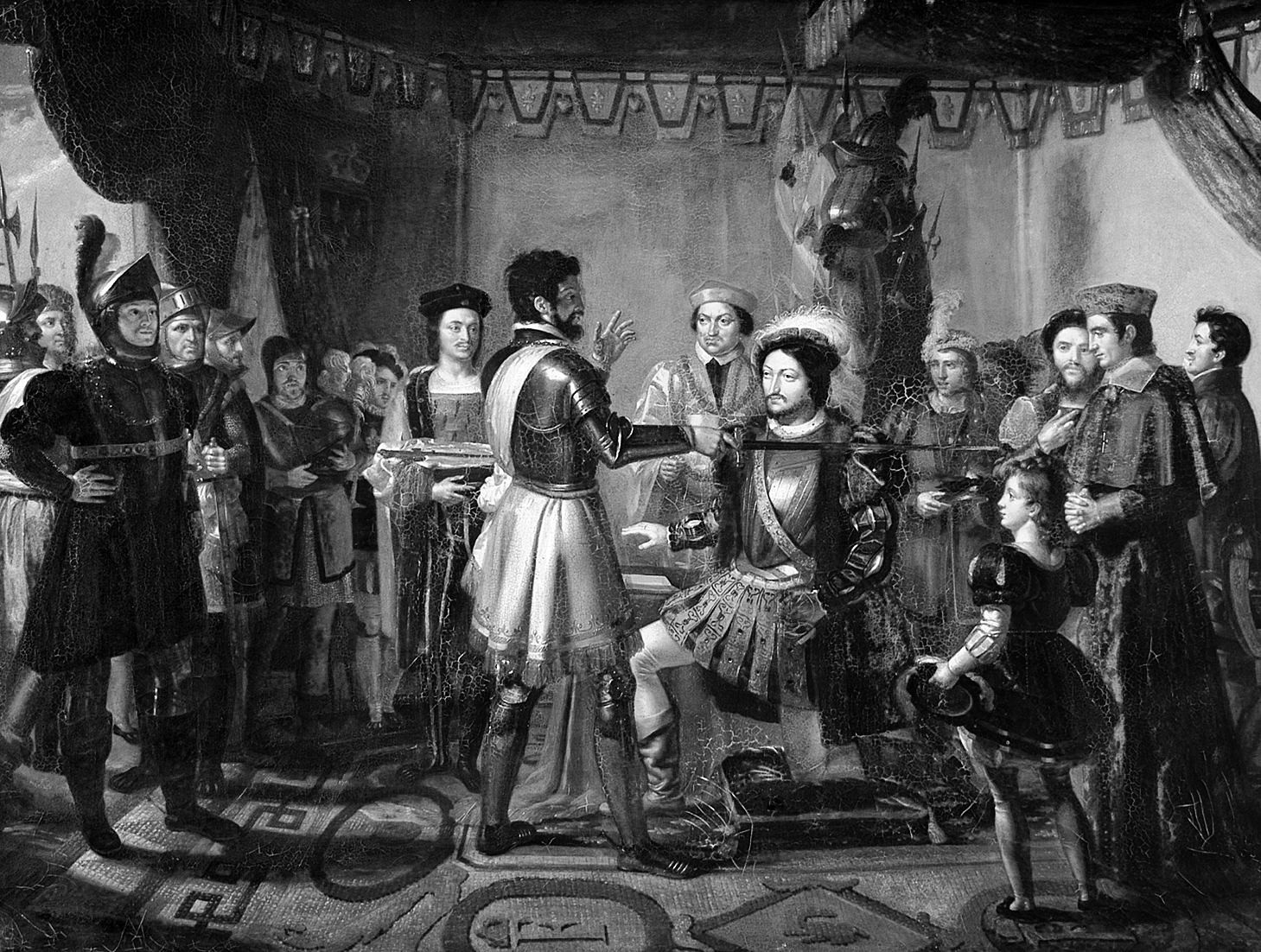
François Ier reçu chevalier par Bayard

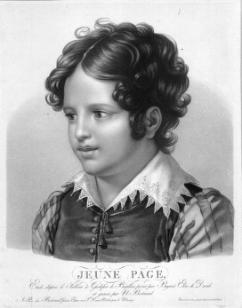
Jeune page

- Garde du Corps du Roi (collection particulière), de face de 3/4, en habit de grand uniforme, portant la décoration du Lys en or, ruban à bouffette, et la croix de Saint Louis. Il supporte de sa main gauche le chapeau garni du plumet. La main droite tient l'épée munie de sa dragonne. À la taille pend une châtelaine en or. Huile sur toile, signée en bas à gauche et datée 1814. BE 92 × 73 cm (petites réparations). Vente du 27 juin 2010[17]
- François Ier reçu chevalier par Bayard, Pau, Musée des beaux-arts, huile sur toile 100 × 130 cm signé et daté en bas à gauche : Buguet 1817[18]
- Godefroi de Bouillon (tableau non localisé) connu grâce à une estampe d'un détail de cette œuvre intitulée Jeune Page et titrée : Étude d'après le tableau de Godefroi de Bouillon peint par Buguet, élève de David, et gravée par N. Bertrand. Bibliothèque de l'Université de Ratisbonne[19]

#### Estampes
- Joséphine de Beauharnais, l'estampe porte cette légende : Joséphine Impératrice des Français et reine d'Italie. Dessiné par Henry Buquet à Paris chez Bouquet, rue du Théâtre Français. Déposé à la Bibliothèque Impériale, fait partie de La Collection Napoléon de l'Université McGill[20]
- Napoléon, l'estampe porte cette légende : Napoléon, premier empereur des Français et Roi d'Italie, fait partie de La Collection Napoléon de l'Université McGill[21]
- Élection Anglaise. Lord-Iginal faisant sa motion, 1818, au British Museum[22]
- Les Passions / L'Inconvénient de politiquer en buvant du punch, 1818, au British Museum[23]
- Les Passions / L'Anglais en bonne fortune, 1818, au British Museum[24]
- Les Passions / Lord-gueil, Lady-scorde, 1819, au British Museum[25]
- Les Passions / Lord-tolan prenant sa leçon de danse, 1819, au British Museum[26]
- Les Passions / Lord-ible déclarant son amour à Lady-forme, 1819, au British Museum[27]

#### Illustrations
- Il a illustré Œuvres de Molière, avec un commentaire historique et littéraire, précédé du tableau des mœurs du dix-septième siècle, et de la vie de Molière, par M. Petitot, Paris : J.-P. Aillaud, 1824[28],[29],[30], une des illustrations, Dandin, gravé par J.F. Cazenave, 1821, est conservée au British Museum[31]